# Kahler Fingerhut
Der Kahle Fingerhut (Digitalis laevigata), auch Balkan-Fingerhut und Glatter Fingerhut genannt, ist eine Pflanzenart aus der Gattung der Fingerhüte (Digitalis) in der Familie der Wegerichgewächse (Plantaginaceae). Die mehrjährige Art ist auf dem westlichen Balkan heimisch und wird gelegentlich als Zierpflanze angebaut. Alle Pflanzenteile sind hochgiftig.

## Beschreibung

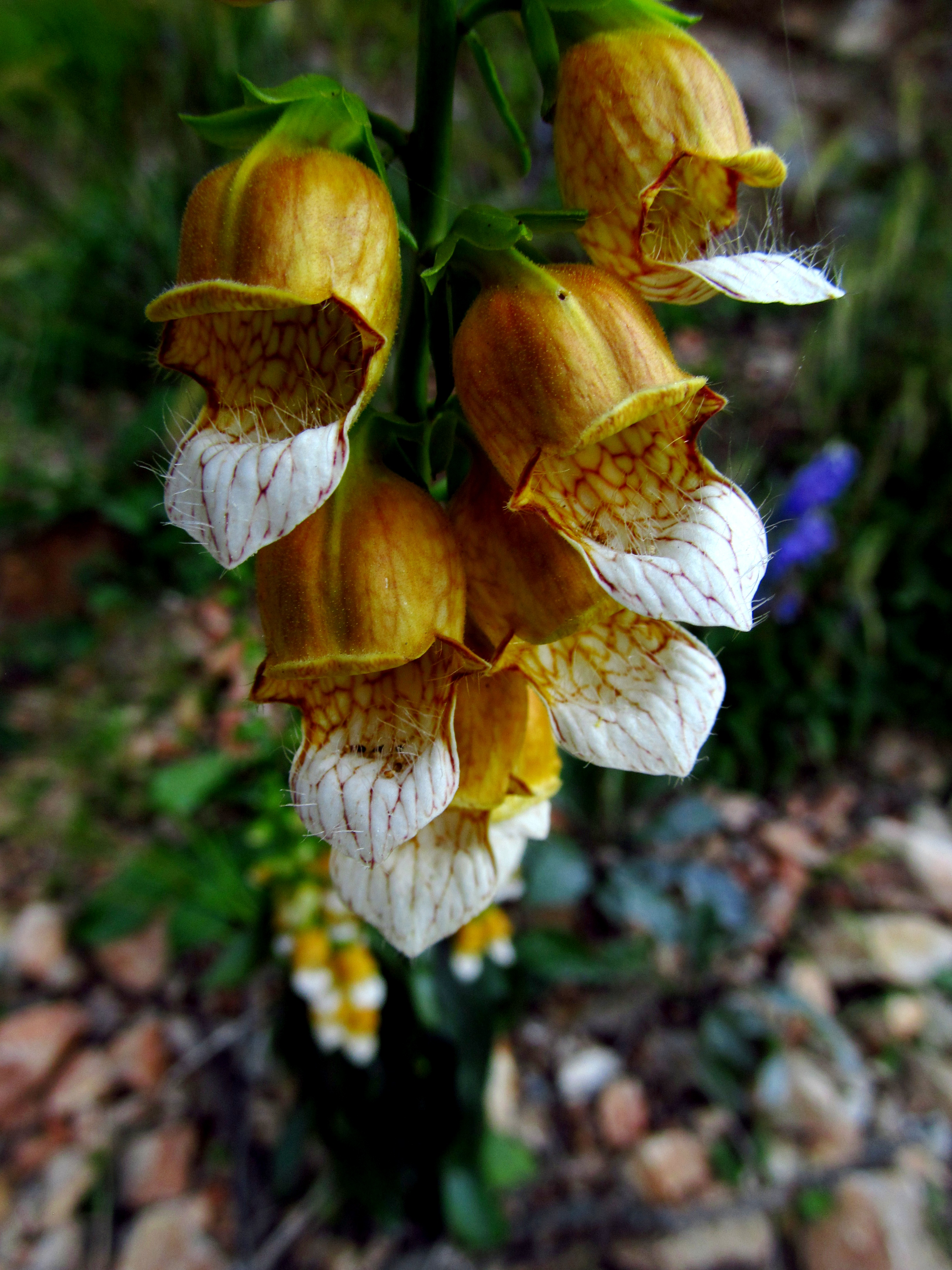
Mittlerer Teil eines Blütenstands

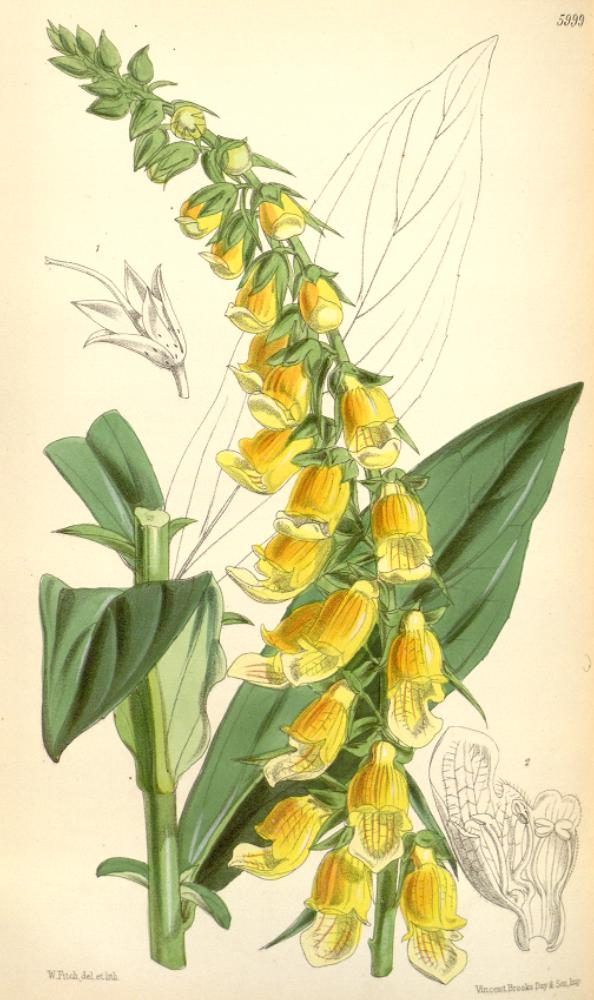
Illustration von Joseph Dalton Hooker, 1872

### Vegetative Merkmale
Der Kahle Fingerhut ist eine ausdauernde krautige Pflanze mit wintergrüner Blattrosette. Sie erreicht mit einem oder mehreren, gelegentlich verzweigten, aufrechten, kahlen Stängeln eine Wuchshöhe von 60 bis 80 Zentimeter, selten 100 Zentimeter. Die einfachen, ganzrandigen oder etwas gezähnten Grundblätter sind eilanzettlich, in den Stiel verschmälert. Die 8,5 bis 17 Zentimeter langen und 2 bis 4 Zentimeter breiten Stängelblätter sind länglich lanzettlich und verjüngen sich stark nach oben hin. Die Pflanze ähnelt dem Rostfarbigen Fingerhut, bleibt aber insgesamt kleiner und trägt weniger Blüten mit schwächer behaarter unterer Kronlippe.

### Generative Merkmale
Der endständige, lockerblütige traubige Blütenstand ist mehr oder weniger einseitswendig, etwa 45 Zentimeter lang und locker mit wenigen, lang herausragenden linealischen Tragblättern und Blüten besetzt. Die gestielten, zwittrigen, zygomorphen Blüten sind als Knospe spitz und geöffnet bauchig glockig. Die Kelchzipfel sind eiförmig, spitz oder zugespitzt, ganz ohne oder mit schmalem häutigen Rand. Die 15 bis 35 Millimeter lange, mehr oder weniger kahle Blütenkrone ist außen gelb bis orange, violett geadert, mit verlängerter, breiter, cremefarbener, auf der Oberseite lang behaarter unterer Kronlippe. Deren mittlerer, 5 bis 15 Millimeter langer Kronlappen ist fast so lang wie die Kronröhre. Die Fingerhutblüten werden von Bienen bestäubt. Die Blütezeit reicht von Juni bis August.

### Chromosomensatz
Die Chromosomenzahl beträgt 2n = 56.

## Vorkommen
Der Kahle Fingerhut ist im nordöstlichen Italien (Friaul), in Slowenien, Bulgarien, Kroatien, Bosnien-Herzegowina, Montenegro, Albanien und Griechenland beheimatet. Er besiedelt in den dortigen Bergregionen sonnige bis halbschattige, wärmebegünstigte Gehölzränder und extensiv genutzte Wiesen.

## Systematik
Die Erstveröffentlichung von Digitalis laevigata erfolgte zwischen 1803 und 1805 durch Franz Adam von Waldstein-Wartenberg und Pál Kitaibel in Descriptiones et Icones Plantarum Rariorum Hungariae, Band 2, S. 171. Bekannte Unterarten von Digitalis laevigata sind:
- Digitalis laevigata Waldst. & Kit. subsp. laevigata: Sie kommt von Dalmatien bis zum Rhodopengebirge vor und hat leicht geschwungene Blütenstände mit wenigen großen, hellbraunen Blüten. Die Blütenkrone ist 25 bis 35 Millimeter lang, die obere Kronlippe mit flach gebuchtem mittleren Kronlappen, die untere Kronlippe mit 9 bis 15 Millimeter langem mittleren Kronlappen.[1]
- Digitalis laevigata subsp. graeca (Ivanina) K. Werner: Sie kommt vom südlichen Rhodopen bis zum Peloponnes vor und hat senkrecht aufstrebende, längere Blütenstände mit vielen kleinen, mittelbraunen Blüten. Die Blütenkrone ist 15 bis 25 Millimeter lang. Die obere Kronlippe ist tief gespalten, die untere Kronlippe mit 5 bis 10 Millimeter langem mittleren Kronlappen.[1]

Digitalis laevigata wird aufgrund morphologischer Merkmale (kurz gestielte Blüten mit kugelig aufgeblasener Blütenkrone und langer unterer Kronlippe) zusammen mit Digitalis cariensis, Digitalis ferruginea, Digitalis lanata und Digitalis nervosa der Digitalis-Sektion Globiflorae zugerechnet. Phylogenetische Untersuchungen bestätigen diese Verwandtschaft. Zudem bilden die Arten der Sektion Globiflorae untereinander Hybriden.

## Verwendung
Der Kahle Fingerhut wird wie einige andere Fingerhutarten als Zierpflanze angebaut. Er gilt als dekorative, aus der Nähe beachtenswerte, graziöse Wildstaude, die beispielsweise gut in felssteppenartigen Pflanzungen, Alpinarien, an warmen Gehölzrändern oder in mediterranen Gärten zur Geltung kommt. Die Pflanze bevorzugt sonnige, mäßig nährstoffreiche, durchlässige, mäßig trockene Böden. An vollsonnigen Standorten ist ein frischer Boden günstiger. Der Fingerhut ist winterhart bis −12 °C (Zone 8).
Die Pflanze enthält medizinisch wirksame Herzglykoside. Das pharmakologische Hauptinteresse an der Gattung Digitalis richtet sich jedoch auf zwei andere Fingerhutarten, den Roten Fingerhut und den Wolligen Fingerhut, die einen höheren Wirkstoffgehalt besitzen und im Gegensatz zum Rostfarbigen Fingerhut auch traditionell als Heilpflanzen verwendet werden.